# Zastava Falklandskih otoka
Zastava Falklandskih otoka usvojena je 29. rujna 1948. Zastava je tamno plave boje na čijem se gornjem lijevom uglu nalazi zastava Ujedinjenog Kraljevstva a na desnoj strani grb Falklandskih otoka. U prvotnoj verziji zastave Falklandskih otoka, grb Falklanda se nalazi unutar bijelog kruga na desnoj strani zastave. Redizajnom 1999. bijeli krug je maknut.
Tijekom Falklandskog rata, u vrijeme dok je Argentina okupirala Falklande, zastava je bila zabranjena te se u službenoj upotrebi koristila argentinska zastava. 
Uz postojeću zastavu, Falklandski otoci koriste još dvije zastave. Tako je 1998. prihvaćena crvena zastava na čijem se gornjem lijevom uglu nalazi zastava Ujedinjenog Kraljevstva, a na desnoj strani bijeli krug unutar čije površine se nalazi grb Falklandskih otoka. 1999. bijeli krug na zastavi je maknut te se grb Falklanda nalazi direktno na crvenoj površini.
Ta zastava predstavlja "civilnu pomorsku zastavu". Pojednostavljeno, to je pomorska nacionalna zastava Falklandskih otoka koja se vijori na civilnim brodovima (trgovački brodovi i sl.) s ciljem da označavanja nacionalnosti.
Treća zastava koja se takađer koristi je zastava guvernera Falklandskih otoka. To je zastava Ujedinjenog Kraljevstva s bijelim krugom u sredini (bijeli krug ima zelene ukrasne obrube na sebi). Kao i preostale dvije zastave Falklandskih otoka, tako je i ova zastava doživjela svoj redizajn. Tako je 1999. u unutarnji prostor bijelog kruga guvernerske zastave stavljen grb Falklanda.

## Galerija zastava
- Zastava koja se koristila od 1948. do 1999. Bila je zabranjena 1982. tijekom argentinske okupacije.
- Civilna pomorska zastava koja se koristila do 1999. Danas se zna povremeno koristiti.
- Trenutna civilna pomorska zastava Falklandskih otoka.
- Prijašnja guvernerska zastava bez falklandskoga grba u sredini. Koristila se do 1999.
- Današnja guvernerska zastava koja se koristi od 1999. do danas.